# Сопутствующая система отсчёта
Сопу́тствующая систе́ма отсчёта — система отсчёта, связанная в данный конкретный момент времени с самим рассматриваемым телом (или его частью), движущаяся вместе с ним. Часто, даже при рассмотрении неравномерного движения, рассматриваются инерциальные сопутствующие системы отсчёта. В этом случае в каждый конкретный момент времени у тела есть своя сопутствующая система отсчёта.
В сопутствующей системе отсчёта трёхмерная скорость рассматриваемого тела всегда равна нулю; ускорение же может отличаться от нуля.